# 佐藤晓
佐藤晓（日语： Satō Satoru ?，1928年2月13日—2017年2月9日），旧译佐藤觉，是日本儿童文学作家。

## 生平
1928年出生于神奈川县橫須賀市。曾在横浜市当过中学教师。1954年进入实业之日本社工作，担任编辑。1959年3月自费出版了《谁也不知道的小小国》。
2017年2月9日因心脏衰竭去世。

## 获奖情况
《谁也不知道的小小国》曾荣获每日出版文化奖、日本儿童文学者协会新人奖、国际安徒生奖日本国内奖，并被选为日本全国学校图书馆协会选定图书。

## 中文译本
- 佐藤觉. . 外国儿童文学丛书. 由钱青翻译. 少年儿童出版社. 1986年11月.
- 佐藤觉. . 外国儿童文学丛书. 由钱青翻译. 少年儿童出版社. 1986年.
- 佐藤晓. . 幽默儿童文学名著译丛. 由吉裕生翻译. 浙江少年儿童出版社. 1990年. ISBN 7534204933.
- 佐藤晓. . 由朱自强翻译. 接力出版社. 2004年10月. ISBN 9787806795873.
- 佐藤晓（著）; 村上勉（绘）. . 由彭懿翻译. 新星出版社. 2012年. ISBN 9787513313971.